# اصل ماخ
در فیزیک نظری، به ویژه در بحث در مورد تئوری‌های گرانشی، اصل ماخ (یا حدس ماخ) نامی است که انیشتین بر یک فرضیه غیردقیق که اغلب به فیزیکدان و فیلسوف آلمانی ارنست ماخ نسبت داده می‌شود، نهاده‌است. ایده این است که وجود چرخش مطلق (تمایز دستگاه مرجع لخت در مقابل دستگاه مرجع چرخان) توسط توزیع ماده در مقیاس بزرگ مشخص می‌شود.

## تاریخ
ایده اصلی قبل از زمان ماخ، در نوشته‌های جورج بارکلی ظاهر شده‌است. کتاب حرکت مطلق یا نسبی؟ (۱۸۹۶) توسط بندیکت فریدلندر و برادرش ایمانوئل ایده‌هایی مشابه اصل ماخ داشتند.

## استفاده انیشتین از این اصل
در تئوری نسبیت یک مسئله اساسی وجود دارد. اگر همه حرکت‌ها نسبی باشد، چگونه می‌توان عدم تحرک بدن را اندازه گرفت؟ ما باید بی تحرکی را با توجه به چیز دیگری بسنجیم. اما اگر یک ذره را به‌طور کامل در جهان تصور کنیم چه می‌شود؟ ما ممکن است امیدوار باشیم که هنوز تصوری از وضعیت حرکت آن داشته باشیم. اصل ماخ گاهی به عنوان این مفهوم تعبیر می‌شود که حالت حرکت ذره در آن مورد معنی ندارد.
به تعبیر ماخ، این اصل به صورت زیر تجسم یافته‌است:
| « | محقق باید نیاز به دانش در مورد ارتباطات فوری، مثلاً، با توده‌های جهان، را احساس کند.There will hover before him as an ideal insight into the principles of the whole matter, from which accelerated and inertial motions will result in the same way. | » |

به نظر می‌رسید که آلبرت انیشتین اصل ماخ را به عنوان چیزی در امتداد مفهوم زیر تفسیر می‌کند:
| « | ... اینرسی ناشی از نوعی تعامل بین اجسام است … | » |

در این معنا، حداقل برخی از اصول ماخ با کلیت فلسفی مرتبط است. اینشتین در حین کار بر روی نسبیت عام، این اصل را وارد خط سیر اصلی فیزیک کرد. در واقع، اینشتین بود که برای اولین بار عبارت اصل ماخ را ابداع کرد. بحث زیادی درمورد اینکه آیا ماخ واقعاً قصد داشت قانون جسمی جدیدی را پیشنهاد کند یا خیر وجود دارد زیرا که او هرگز صریح آن را بیان نکرده‌است.
مقاله ماخ که انیشتین از آن الهام گرفته‌است «علم مکانیک» بود، جایی که ماخ از ایده نیوتن در مورد فضا و زمان مطلق، به ویژه در مورد استدلالی که نیوتن به ماندگاری وجود یک سیستم مرجع مطلوب می‌پرداخت ، انتقاد کرده‌است. آنچه که به نام استدلال سطل نیوتن نامیده می‌شود.